# مستشار قانوني للشركات
مستشار قانوني هو اطار متخرج من كلية الحقوق يعمل في الشركات الخاصة، تندرج مهمته في حماية مصالح الشركة التي يزاول بها مهامه عن طريق تقديم الارشادات والنصائح القانونية بما يوازي نشاط الشركة سواء تعلق الامر بحقوق الملكية الفكرية، أنظمة السلامة ، قانون الشغل، براءة الاختراع، القانون التجاري، اللوائح الجمركية، الإجراءات الجنائية، قانون المستهلك، الدعاوى القضائية، قانون الشركات ونحوه.
- لا يمكن للمستشار القانوني القيام بالأعمال المحجوزة للمهن القانونية الخاضعة لنظام أساسي مثل كاتب العدل، محامي، مفوض قضائي، محاسب قانوني وغيره حتى لا يخرق قانون تعدد المهن.[1]
- لا تخضع مهنة المستشار القانوني لأي تأطير أخلاقي أو تأديبي، إلا إذا كان هناك اتفاق جماعي أو فرع مهني تعتمد عليه الشركة، أو مضمن في عقد العمل أوتوجيهات الرؤساء.